# 산다닥냉이족
산다닥냉이족(山----族, 학명: Smelowskieae 스멜로브스키에아이[*])은 배추과의 족이다.

## 하위 분류
- 산다닥냉이속(Smelowskia C.A.Mey.)
- Hedinia Ostenf.